# Herodotos
Herodotos xứ Halikarnasseus, còn gọi là Hérodote hay Herodotus (tiếng Hy Lạp: Hρόδοτος Aλικαρνασσεύς Hēródotos Halikarnāsseús, phiên âm dựa theo tiếng Pháp Herodote là Hê-rô-đốt) là một nhà sử học người Hy Lạp sống ở thế kỷ 5 trước Công nguyên (khoảng 484 - 425 TCN), ông được coi là "cha đẻ của môn sử học" trong văn hóa phương Tây. Herodotos là nhà sử học đầu tiên sưu tầm tài liệu một cách có hệ thống, kiểm tra độ chính xác ở một mức độ nào đó và sắp xếp thành những thể truyện sống động và có cấu trúc tốt. Ông được biết đến nhiều nhất qua tác phẩm Lịch sử - Historiai (tiếng Hy Lạp: Iστορίαι), một tài liệu ghi chép những cuộc tra cứu của ông về nguồn gốc cuộc chiến tranh Ba Tư-Hy Lạp xảy ra vào giai đoạn từ 490 đến 479 TCN, và, rộng rãi hơn, về huyền sử, lịch sử hoặc phong tục của rất nhiều chủng tộc sinh sống trên ba châu lục: Á, Âu, Phi - những châu lục mà ông đã đi du lịch.
Herodotus là một trong những nhà sử học vĩ đại nhất mọi thời đại. Ông là tác giả đầu tiên đề cập đến lối sống, truyền thống văn hóa, thậm chí bộ máy thống trị và việc làm ăn kinh tế của tộc người Scythia - một dân tộc cư ngụ ở phía Bắc Hắc Hải, từ sông Danube cho đến sông Đông. Ông cũng đã góp phần lập lên danh sách bảy kỳ quan thế giới cổ đại qua những chuyến du lịch của ông. Một trong các kỳ quan này là Lăng mộ của Mausolus đã được dựng lên tại Halikarnasseus, quê hương của ông, khoảng 70 năm sau khi ông qua đời. Bên cạnh danh tiếng, ông cũng bị chỉ trích là "Ông tổ nói láo" vì ông ghi cả những câu chuyện cổ tích và truyền thuyết vào sử sách.

## Tiểu sử

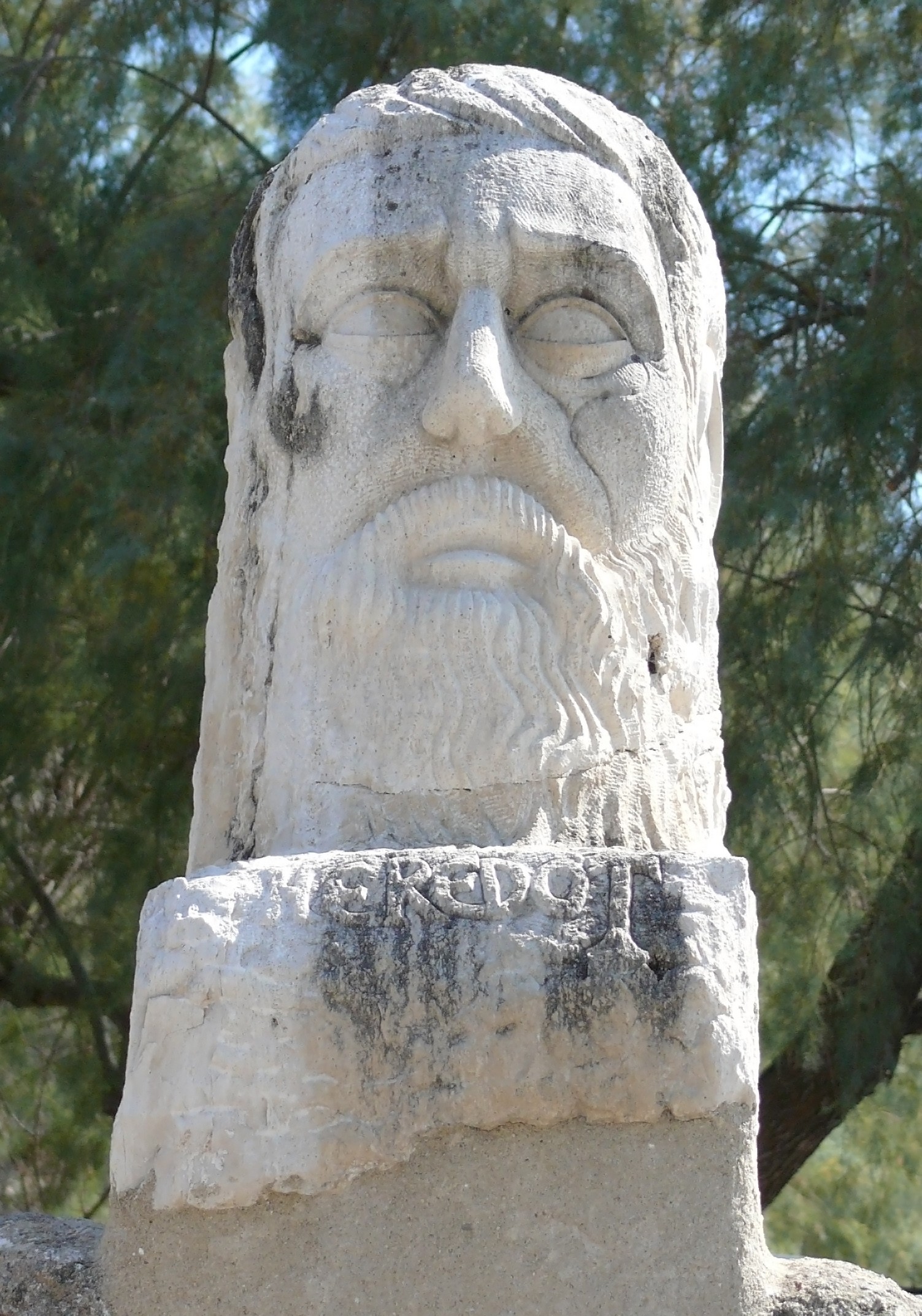
Tượng nhà sử học Herodotos tại lâu đài Bodrum, Thổ Nhĩ Kỳ.

Người ta biết về tiểu sử ông phần lớn qua sách của ông. Một số chi tiết khác về ông được tìm thấy trong:
- Sách của sử gia và nhà hùng biện Dionysius xứ Halikarnasseus (60 TCN - 7 CN).
- Sách của nhà viết tiểu sử và luân lý Plutarchus (46 - 125).
- Sách của nhà hùng biện và nhà văn châm biếm Lucian xứ Samosata (125 - 180).
- Sách của Marcellinus về tiểu sử của sử gia Thucydides.
- Bách khoa tự điển Suda, soạn vào thế kỷ 11 trong đế quốc Đông La Mã.

Các tài liệu gốc có vài chỗ mâu thuẫn nhau, rồi các tài liệu phụ cũng thế, nên những sự kiện chính trong đời ông là đề tài tranh cãi về sự hiện hữu, cũng như về năm tháng.
Đại khái người ta biết đến và tranh cãi về các sự việc sau đây:
Herodotos sinh tại thành bang Halikarnasseus vào năm 486 TCN, nay là thành phố hải cảng Bodrum ở Thổ Nhĩ Kỳ, trong một gia đình quý tộc. Ông là con của ông Lyxes và bà Dryo, có anh/em tên là Theodoros, và họ hàng với Panyassis, một nhà thơ đương thời, tác giả của hai thiên anh hùng ca Heracleia và Ionica. Có tài liệu cho rằng Herodotos chào đời vào năm 484 TCN, khi đó vị Nữ hoàng - chiến binh Artemisia I trị vì xứ Halikarnasseus.
Bị bạo chúa Lygdamis đày biệt xứ, gia đình ông phải từ giã Halikarnasseus đi đến đảo Samos (cách đó khoảng 100 km về phía tây bắc) sinh sống một thời gian. Có lẽ sự kiện này xảy ra lúc ông khoảng 20 tuổi, và thúc đẩy ông khởi sự đi du lịch, thực hiện hoài bão tìm hiểu lịch sử các dân tộc, và đặc biệt là sưu tập dữ liệu về cuộc chiến tranh Ba Tư-Hy Lạp. Là một nhà yêu nước Hy Lạp, nhưng ông cũng quan tâm không kém đến các dân tộc khác. Giống như những người Hy Lạp khác, ông muốn tìm hiểu về các phong tục tập quán của người phương Đông, và bộ sử của ông có viết về tục ăn thịt người của người Massagetae, hay sự bán rẻ thiêng liêng các cô gái đền đài Babylon, v.v... Nhưng, qua bộ sử của mình, ông cũng thể hiện mong muốn rằng những chiến công hào hùng của nhân dân Hy Lạp vẫn trường tồn mãi mãi theo thời gian. Bộ lịch sử của Herodotos chấm dứt sau những thắng lợi này.
Ông viếng thăm nước Ai Cập, ở đó khá lâu và từ đó sang viếng thành bang Cyrene (nay ở Libya) của người Hy Lạp. Từ Ai Cập, ông sang xứ Palestine, rồi đến thành Týros (thuộc Liban ngày nay). Vượt qua xứ Syria, ông đến Babylon ở Iraq, có lẽ là thành phố lớn nhất thế giới thời bấy giờ. Các đất Ai Cập, Palestine, Syria và Iraq đều nằm trong đế quốc Ba Tư thời bấy giờ, nên ông cũng học hỏi thêm nhiều về lịch sử và văn hóa Ba Tư. Dù vậy, ông chưa từng đến vùng Trung Á bao giờ, khi viết về người Massagetae trong bộ sử "Historiai" của mình, ông chỉ dựa theo những thông tin mà ông nghe được về họ. Ngày nay, chúng ta biết đến tộc người này chủ yếu là qua tác phẩm của ông.

Bản đồ của thế giới có người ở (Oikumene), dựng lại từ bản đồ của Herodotos vẽ khoảng 450 TCN.

Để kiểm chứng rằng người xứ Colchis ở vùng núi Kavkaz có phải là người gốc Ai Cập, hậu duệ của một phần quân đội của pharaon Sesostris như người ta vẫn nói Ai Cập cổ, ông đi đến xứ Colchis, rồi từ đó đi về phía tây bắc, ngang qua đất của người Scythia và người Getae. Có lẽ ông đã đến Olbia, nay là thành phố Odessa ở Ukraina. Ông đến miền Thrace, rồi vương quốc Macedonia, rồi vùng Epirus (nay là Albania) trước khi về đảo Samos.
Máu anh hùng thúc đẩy ông trở về Halikarnasseus tham gia cuộc lật đổ bạo chúa Lygdamis năm 457 TCN. Nhưng Lygdamis xuống rồi, Halikarnasseus bị xâu xé bởi các phe phái tranh quyền nhau. Quá chán ngán trước tình thế đó, ông rời bỏ quê hương một lần nữa và vượt biển đi về phương tây.
Năm 456 TCN, tại Thế vận hội trên núi Olympía lần thứ 81, ông đọc trước công chúng một đoạn trong bộ lịch sử "Historiai" của ông. Có lẽ do sự khen tặng và được đề nghị trong dịp đó, ông đã chia bộ sử thành 9 quyển và lấy tên 9 vị Muse (thần thoại) đặt cho các quyển ấy.
Ông đến sinh sống tại thành bang Athena. Tất cả những nhân tài thành Athena đều mến mộ ông. Tại đây, ông kết bạn với nhà soạn bi kịch Sophocles, và được Sophocles đặt một bài thơ tặng ông năm 450 TCN. Nhân dân Athena yêu thích nghe ông đọc sử. Ông tiếp tục đi chu du các nước thuộc tộc Hy Lạp, và hoàn chỉnh bộ "Historiai". Trong dịp lễ Panathenea ngày 10 tháng 8 năm 444 TCN, ông đọc sách của ông trước công chúng Athena và được góp tặng một món tiền thưởng là 10 talent. Phần lớn các học giả tin rằng bộ lịch sử này được xuất bản trong khoảng từ năm 430 TCN cho đến năm 424 TCN, nhưng có người cho rằng bộ lịch sử này được xuất bản vào năm 421 TCN.
Thành bang Athena lúc ấy sống trong thời kỳ thịnh trị nhất dưới sự lãnh đạo của Pericles (461 - 429 TCN). Do sự phát động của Pericles, một số người di cư sang đảo Sicilia lập một thành bang mới là Thurii năm 443 TCN. Herodotos có mặt trong đoàn người này, và sau đó ông coi Thurii là "quê hương thứ hai".
Chưa rõ là ông qua đời vào năm nào, có thể là năm 425 hoặc 420 TCN, tại Thurii, hoặc tại Pella, kinh đô xứ Macedonia thời bấy giờ. Phần lớn các học giả đồng ý là vào năm 424 TCN tại Thurii.

## Công trình
Người ta không biết đến một công trình nào của ông ngoài bộ sử "Historiai", viết bằng tiếng Hy Lạp cổ, theo phương ngữ Ionian. Tên của bộ sử này đã trở thành tên của môn lịch sử trong tiếng Anh (history), Pháp (histoire), Tây Ban Nha (historia), v.v... Historiai thường được dịch ngắn gọn là Cuộc tra cứu (The Inquiry tiếng Anh, L'Enquête tiếng Pháp), nhưng cũng có nghĩa là "Sự khảo cứu, cuộc thám hiểm". Theo tiếng Cổ Hy Lạp, Hστωρ (Histor) có nghĩa là người hiểu biết. Sau nhiều năm đi du ngoạn và thu thập những câu chuyện mà người khác kể cho, ông viết nên bộ sử "Historiai" - là một sự kết hợp giữa các truyện hoang đường, võ đoán và sự thật lịch sử. Trong bộ sử này có nói về những vị "Vua của các vị vua" lỗi lạc của Đế quốc Ba Tư cổ đại như Cyrus Đại Đế, Darius I và Xerxes I; bàn về người Ai Cập cổ đại, và cả cuộc chinh phạt xứ Hy Lạp của đại quân Ba Tư do Hoàng đế Xerxes I thống lĩnh vào đầu thế kỷ thứ V trước Công Nguyên. Bộ sử của ông là tác phẩm sáng tạo đầu tiên được viết bằng văn xuôi. Bộ sử gồm có các quyển sau:
- Mở đầu: Chuyện nàng Io bị người Phoenicia bắt đi, chuyện nàng Europe và nàng Medea bị người Hy Lạp bắt đi, chuyện nàng Helen bị người thành Troy bắt đi.

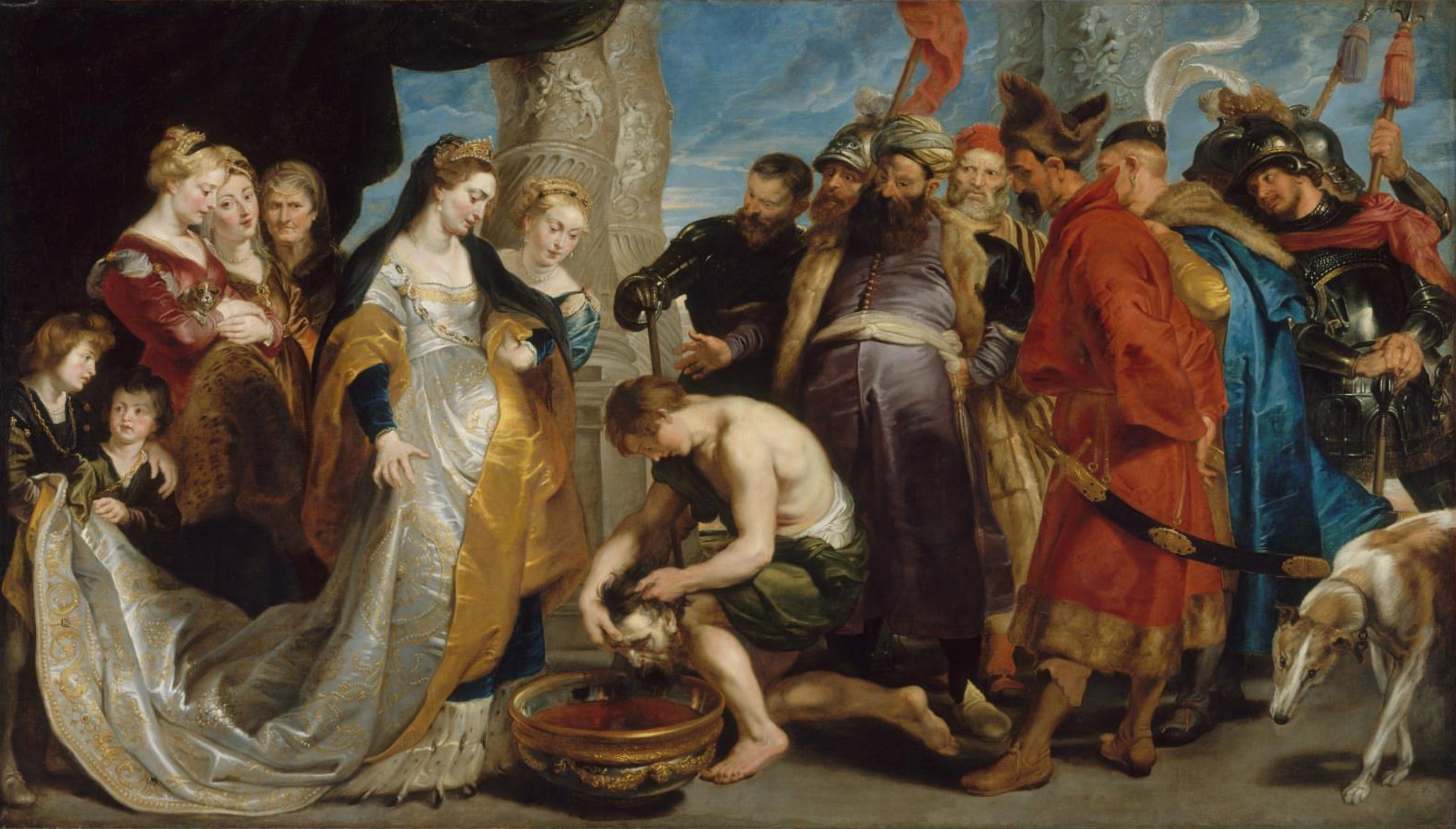
Họa phẩm của danh họa Peter Paul Rubens, cho thấy Nữ hoàng Tomyris nhận lấy cái đầu của vua Cyrus Đại đế.

- Quyển I - Clio (nữ thần sử học). Nói về các vua xứ Lydia ở tây bộ Thổ Nhĩ Kỳ ngày nay, nổi tiếng nhất là vua Croesus biểu tượng của sự giàu có trong văn hóa phương Tây. Nói về đế quốc Media, chuyển sang công cuộc khởi lập đế quốc Ba Tư của Hoàng đế Cyrus Đại đế - vị vua đã đánh bại vua Croesus và xây dựng một Đế quốc Ba Tư hùng cường, rộng lớn.[8] Nói về văn hóa Ba Tư, Assyria và Babylon,... Nói về cuộc chiến tranh giữa Hoàng đế Cyrus Đại đế và Nữ hoàng Tomyris của người Massagetae...[15]
- Quyển II - Euterpe (nữ thần âm nhạc). Huyền sử, lịch sử và văn hóa Ai Cập.
- Quyển III - Thalia (nữ thần hài kịch). Nói về đế quốc Ba Tư dưới các triều vua Cambyses II đến Darius I. Nói về văn hóa Ấn Độ và Ả Rập. Vài đoạn lịch sử tộc Hy Lạp của đảo Samos, thành bang Corinth và Corcyra, xứ Ionia,...
- Quyển IV - Melpomene (nữ thần bi kịch). Nói về lịch sử và địa lý nước Scythia ở phía bắc Biển Đen. Nói về phong tục các chủng tộc gần xa Scythia: người Amazon, Sauromatae, Budini, Thyssagetae, Argippaeans, Issedonians, Arimaspi, Tauri, Agathyrsi, Neuri, Androphagi, Melanchlaeni, Geloni, Budini, Hyperboreans. Người Hyperborea ở vùng Bắc Cực có lẽ chỉ có trong truyền thuyết. Nói về cuộc chinh phạt xứ Scythia của Hoàng đế Ba Tư là Darius I. Nói về lịch sử thành bang Cyrene ở Libya, và các chủng tộc ở châu Phi.
- Quyển V - Terpsichore (nữ thần khiêu vũ). Nói về vài sự kiện sửa soạn và khởi sự cuộc chiến tranh Ba Tư-Hy Lạp. Tả Con đường Hoàng gia đi từ Sardis, cố đô xứ Lydia đến Susa, một trong năm kinh đô của Đế quốc Ba Tư cổ đại. Nói về việc người Phoenicia truyền bá chữ viết sang Hy Lạp.
- Quyển VI - Erato (nữ thần thơ trữ tình). Nói về việc Hoàng đế Darius I phái quân Ba Tư tiến công vào các nước tộc Hy Lạp. Người Athena chặn đứng cuộc tiến công này trong trận Marathon.
- Quyển VII - Polymnia (nữ thần hùng biện). Nói về cuộc triệt thoái của quân Ba Tư, cuộc tranh ngôi của các con của Hoàng đế Darius I, chuyện Hoàng đế Xerxes I giành được ngôi báu và đàn áp một cuộc nổi loạn ở Ai Cập. Tiếp đến là Hoàng đế Xerxes triệu tập một đội quân khổng lồ (khoảng 3,4 triệu người) đi chinh tây. Nói về trận Themopylae, người Hy Lạp giữ được ải trong 3 ngày nhưng rồi bị quân Ba Tư đánh bại.
- Quyển VIII - Urania (nữ thần thiên văn). Nói về cuộc tàn phá thành Athena của quân Ba Tư, và trận Salamis với chiến thắng của quân Hy Lạp. Nói về lịch sử xứ Macedonia, từ đời vua Perdiccas I (700 TCN) lập quốc cho đến đời vua Alexandros I (498 - 454 TCN).
- Quyển IX - Calliope (nữ thần của thiên anh hùng ca). Nói về cuộc tái chiếm Athena bởi quân Ba Tư, và sự khôi phục lãnh thổ của các nước tộc Hy Lạp.

Những cảnh trong bộ sử của Herodotus đã thu hút biết bao họa sĩ, chẳng hạn như danh họa Peter Paul Rubens người Hà Lan vào thế kỷ XVII. Rubens vẽ bức tranh "Nữ hoàng Tomyris nhận lấy đầu của vua Cyrus", cho thấy một người lính đến yết kiến Nữ hoàng Tomyris của người Massagetae, dâng cho bà ta cái đầu của Hoàng đế Cyrus Đại đế của Đế quốc Ba Tư, và bỏ cái đầu này vào vũng máu. Trong khi Nữ hoàng Tomyris nhìn chăm chú vào cái đầu của kẻ đã giết chết con trai của bà ta, toàn quân Massagetae vui mừng với chiến thắng. Bên cạnh vị Nữ hoàng có một đám nữ tỳ đứng hầu. Vào thế kỷ XVI, Jodocus von Winghe cũng vẽ cảnh này, và vào thế kỷ XV họa sĩ người Ý là Andrea del Castagno đã đưa Nữ hoàng Tomyris vào bộ tranh "Những nhân vật nổi tiếng" của ông.
Họa sĩ tân cổ điển người Pháp là Jacques-Louis David đã thể hiện những chiến binh thành Sparta trước khi hy sinh anh dũng trong bức tranh "Vua Leonidas tại Thermopylae" (1814). Giữa bức vẽ này, vua của người Sparta là Leonidas I ngồi với thái độ bình tĩnh, chờ đại quân Ba Tư kéo đến. Khí thế anh dũng của ông ta khi biết mình chắc chắn phải đối phó với cái chết được thể hiện qua ánh sáng chói vào ông ta từ phía trên. Quân đội Sparta ít ỏi, với những binh sĩ trẻ tuổi, chuẩn bị quyết đấu với đại quân Ba Tư.
Dưới triều Nữ hoàng Victoria nước Anh, nhiều nhà thơ lấy cảm hứng từ những cảnh và địa điểm trong bộ sử "Historiai" của Herodotos. Vào thế kỷ XIX, nhà thơ lãng mạn người Anh là Thomas Byron đã khóc thương cho những binh sĩ Hy Lạp đã hy sinh trong trận Thermopylae trong bài thơ "The Isles of Greece". Một trong những bài thơ đầu tiên được xuất bản của Elizabeth Barrett Browning là "The Battle of Marathon" (1820).

## Cách làm việc
| “           | Tôi thấy Pindar nói đúng, ông bảo: "Phong tục tập quán là vua của tất cả..." | ” |
| — Herodotos |                                                                              |   |

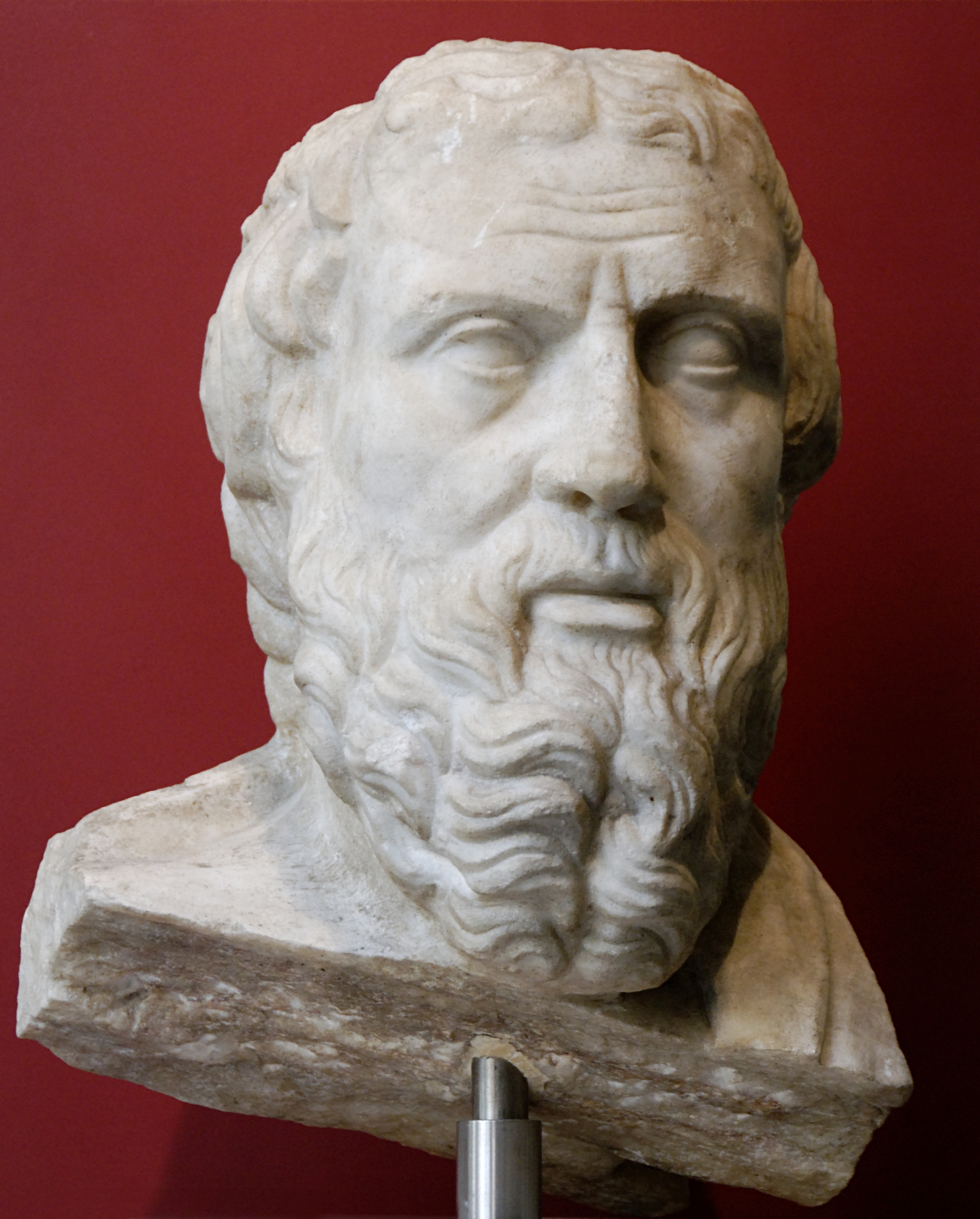
Bản sao một bức họa chân dung Herodotos, thế kỷ 4 TCN, Cung điện Massimo alle Terme

Nhà sử học Herodotos thích những chiến công hào hùng, công lao của những người khai quốc, hay những điều ly kỳ ngoạn mục, nên trong bộ sử của ông có đầy những điều này. Ông kể về vai trò của phụ nữ, miêu tả về các phong tục tập quán mọi dân tộc, và kể rất rõ về những Kim Tự Tháp, những bức tường thành Babylon, những hệ thống kênh đào, và những ngôi đền nổi tiếng, v.v... Tuy nhiên, ông nói rõ điều nào ông đã tai nghe mắt thấy, và điều nào ông chỉ được nghe người khác kể lại. Chẳng hạn, ông ghi rằng, người ta nói nước của những cơn lũ hàng năm của sông Nin là do tuyết tan ở những vùng rất xa ở phía nam, và ông biên thêm lời bàn rằng ông không hiểu làm sao có thể có tuyết được ở châu Phi, nơi nóng nhất của thế giới. (Q2, khoảng đoạn 18ff) Ông cũng ghi rõ rằng trong chuyến du lịch đến Ai Cập, ông được học hỏi về văn hóa - lịch sử của quốc gia lâu đời nhất nhân loại này qua các giáo sĩ tại thành Memphis. Qua đó, ông cho rằng những câu chuyện khác của người Hy Lạp là ngu xuẩn. Không những đàm thoại với các giáo sĩ tại thành Memphis mà ông còn đến thành Heliopolis và Thebes để học hỏi thêm với nhân dân Ai Cập.
Ghi nhận của ông về những kinh nghiệm thông qua chuyến du lịch khắp nơi của ông đều hấp dẫn và thể hiện cảm nghĩ của ông, trở nên còn hơn thế nữa vì văn phong xuất sắc của ông. Khi các nguồn tài liệu đưa ra dữ kiện khác nhau, thì ông cũng đề cập đến rõ ràng. Chẳng hạn như nói về việc xây kim tự tháp Khufu, thì ông ghi (đại ý) rằng: "Người ta kể hai cách khác nhau về việc đưa đá lên đến đỉnh tháp. Người thì kể rằng ở mỗi nấc đều có máy đưa đá lên nấc trên. Người thì cho là chỉ có một máy đưa đá, dùng cho mọi nấc. Tôi giữ lại cả hai câu chuyện." (Q2, khoảng đoạn 148ff)
Một ví dụ khác, ông có ghi nhận rằng Hoàng đế Cyrus Đại đế - vị quốc tổ của Đế quốc Ba Tư, ban đầu đánh thắng được người Massagetae, nhưng sau đó bị Nữ hoàng của người Massagetae là Tomyris đánh bại và giết chết, rồi cho tìm thi hài của ông ta, sau đó bà ta chặt đầu xác của nhà vua và bỏ cái đầu của ông ta vào vũng máu để trả thù cho việc ông ta giết chết con trai của vị Nữ hoàng. Trận đánh giữa người Massagetae và quân Ba Tư (530 TCN) được Herodotos xem là một trận chiến khốc liệt và dữ dội hơn cả vào thời kỳ ấy. Nhưng cũng theo ông, có nhiều tài liệu nói khác nhau về cái chết của Hoàng đế Cyrus Đại đế, và ông cho rằng, câu chuyện mà ông ghi là đáng tin cậy nhất trong những câu chuyện mà ông biết đến.
Cho đến nay, vấn đề cái chết của nhà chinh phạt kiệt xuất này vẫn là một điều bí ẩn: Sau trận đánh, quân đội Ba Tư nhất định phải mang thi hài của Hoàng đế Cyrus Đại đế về mai táng tại kinh thành Pasargadae, chính một số nhà sử học của tộc Hy Lạp sau này đã ghi nhận về một Lăng mộ của Cyrus Đại đế. Ngay cả sự tồn tại của vị Nữ hoàng Tomyris cũng không rõ là có thật hay không. Không những thế, những nhà sử học khác của tộc Hy Lạp như Ctesias và Xenophon cũng có ghi nhận khác biệt về cái chết của Hoàng đế Cyrus Đại đế. Không những Xenophon và Ctesias, Onesicritus và dường như cả Pythagoras xứ Samos cũng ghi nhận mâu thuẫn về cái chết của vị Hoàng đế Ba Tư vĩ đại.
Song, nhà sử học Herodotos vẫn đề cao tài năng của Hoàng đế Cyrus Đại đế năm xưa. Thái độ của ông cũng rất mực khách quan và vô tư. Đế quốc Ba Tư vốn đã mấy phen dày xéo các xứ tộc Hy Lạp, và thời ông cũng có nhiều người Hy Lạp sợ uy, theo ủng hộ hoặc phục vụ Ba Tư. Tuy nhiên khi nói về Ba Tư, ông không có thái độ thù hằn, cũng không có thái độ quy phục. Vào thời kỳ cổ đại, người Hy Lạp hay gọi các dân tộc không nói tiếng Hy Lạp là "rợ". Trong bộ sử của ông, ông thán phục những "rợ" như Ba Tư và Ai Cập vì họ giỏi khoa học, khôn ngoan và nhân đạo (ví dụ như trong cuốn VII của bộ sử, ông miêu tả về sự đại lượng của vị Hoàng đế Ba Tư Xerxes I đối với những người Sparta). Hoàng đế Cyrus Đại đế vốn đối xử khoan dung và nhân từ với các tù binh, và thậm chí Herodotos còn ghi nhận rằng vị "Vua của các vị vua" này phong vua xứ Lydia là Croesus làm quan đại thần trong Triều đình Ba Tư, sau khi quân Ba Tư chinh phạt xứ Lydia vào năm 547 TCN. Nhưng là một người Hy Lạp, ông vẫn dùng từ "rợ" để chỉ người Ba Tư.
Mặt khác, việc ông gọi người Ba Tư là "rợ" đã khiến tác phẩm "Xerxes" của Dennis Abrams xem ông thiên vị quê cha đất tổ Hy Lạp của ông. Theo sách này, với cái nhìn từ phía người Hy Lạp - dân tộc chiến thắng tại Marathon - ông coi dân tộc bại trận Ba Tư là một bọn vô đạo đức, vô giáo dục và do đó chúng đã bị dân tộc Hy Lạp văn minh đánh bại. Có tài liệu cũng cho rằng ông, có thể có quan điểm chống Ba Tư riêng khi ghi nhận rất tiêu cực về vị Hoàng đế Cambyses II của Đế quốc này. Tuy nhiên, cũng theo tài liệu này, có khả năng ông viết như vậy vì nghe theo lời kể của những giáo sĩ dân tộc chủ nghĩa của Ai Cập cổ đại (Hoàng đế Cambyses II đã chinh phạt xứ Ai Cập vào thập niên 520 TCN). Cách hành văn của ông đơn giản, vui và đặc sắc, cũng có lúc chất phác và có lúc thi vị. Tường thuật về lịch sử của rất nhiều nước, địa lý và phong tục của rất nhiều vùng, với thỉnh thoảng những sự kiện lớn hội tụ nhiều nhân vật và nhiều sắc dân, trong một bộ sách, nên ông theo cách tường thuật hơi "vòng vo Tam Quốc", hoặc như trong "Đông Chu Liệt Quốc", nói chuyện xứ A một hồi rồi chuyển sang xứ B, C,... rồi lại trở về xứ A. Am hiểu uyên thâm về văn học Hy Lạp, quan điểm đúng đắn, sự dịu hiền trong việc đánh giá và tính cách lạc quan của ông được thể hiện rất rõ trong bộ sử vĩ đại của ông.
Là một tác phẩm không rõ tính xác thực, nhưng bộ sử "Historiai" của Herodotos thường thể hiện nhân cách độc đáo của ông, đó là tinh thần đạo đức cao cả của ông. Với ông, tất cả mọi dân tộc, dù có là Hy Lạp hay châu Á đi chăng nữa, đều chung sống trong một vũ trụ, vũ trụ ấy tiêu diệt được mọi tham vọng quá trớn, dù tham vọng ấy có lẽ của những dân tộc hùng cường nhất, vĩ đại nhất. Ông luôn luôn nhấn mạnh rằng, kẻ hiếu chiến là kẻ ngu xuẩn, và sự trừng phạt đối với hắn là một thất bại nặng nề. Trong bộ sử "Historiai", tất cả những kẻ hiếu chiến đều bị đẩy lùi với chiến bại thảm hại, và chịu những hậu quả bi thảm. Ví dụ, ông miêu tả về sự khùng điên của Hoàng đế Cambyses II khi quân Ba Tư không thể đánh bại được quân Ethiopia. Sau đó, ông chuyển sang một đề tài như sau: "Điều gì đã làm cho quân Ba Tư lâm vào chiến tranh với thế giới phương Tây". Do thuyết nhân quả của Herodotos, rằng thành công quá trớn sẽ khó tránh khỏi thảm hại, ông đã chọn câu chuyện Hoàng đế Cyrus Đại đế nước Ba Tư bị Nữ hoàng Tomyris người Massagetae đánh bại và giết chết từ một loạt câu chuyện về cái chết của vị vua Ba Tư này, và câu chuyện này rõ là phù hợp với cách ghi nhận của ông về Hoàng đế Cyrus Đại đế. Có lẽ những ghi chép kia thường quá đề cao Cyrus Đại đế nên Herodotos không chọn lấy mà ghi chép vào bộ sử "Historiai".

## Danh tiếng và tai tiếng qua các thời đại
Herodotos là một bậc thầy kể chuyện. Mọi nhà phê bình ở mọi thời đại đều phải ấn tượng trước lối viết bộc trực, dễ hiểu và đúng đắn của ông.

### Thucydides

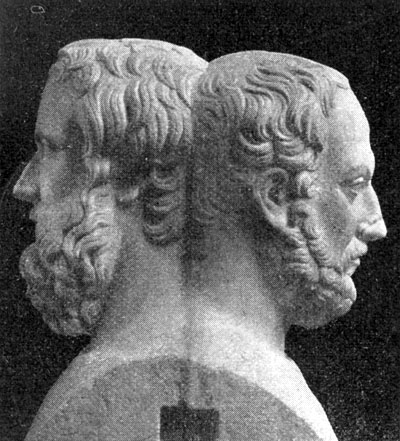
Herodotos và Thucydides

Sau Herodotos, nhà sử học lớn kế tiếp của tộc Hy Lạp là Thucydides (khoảng 460 - 400 TCN), soạn giả của bộ "Cuộc chiến tranh (trên bán đảo) Peloponnesus". Cuộc chiến này bắt đầu năm 431 TCN, lúc Herodotos còn sống, và chấm dứt năm 405 TCN, sau khi ông qua đời.
Nhiều người tin rằng Thucydides là học trò của Herodotos. Theo Marcellinus, trên núi Olympus, lúc nghe Herodotos đọc sử, Thucydides là chàng thiếu niên mới 15 tuổi, đã xúc động chảy nước mắt, nên được ông chú ý và quan hệ thầy trò đã khởi từ đấy.
Tuy nhiên, ngày nay không có tài liệu để chứng minh Marcellinus là ai, sống vào thời nào, ở đâu. Ngoài ra, trong sách của Thucydides cũng có đoạn chê Herodotos nên nhiều người nghi ngờ hoặc bài bác sự việc Thucydides là đồ đệ của ông.

### Ctesias
Là một trong những nhà sử học vĩ đại nhất của Hy Lạp cổ đại, nhưng Herodotos thường bị chỉ trích do ông thường coi những giai thoại là truyện thật. Một số nhà sử học tuyên bố chỉnh sửa những "lời nói láo" của Herodotos, chẳng hạn như Ctesias. Cùng với Herodotos và Xenophon, Ctesias là một trong những nhà sử học kiệt xuất đã viết về các cuộc chiến tranh của Đế quốc Ba Tư. Vào đầu thế kỷ thứ IV trước Công nguyên, Ctesias viết tác phẩm Persica nói về lịch sử Assyria và Ba Tư. Trên thực tế, Ctesias chỉ lấy thông tin từ Herodotus và làm cho những sai lầm của ông trở nên hiển nhiên. Nhà sử học Ctesias có những ghi nhận về cuộc đời và sự nghiệp bành trướng của Hoàng đế Cyrus Đại đế có những điểm mâu thuẫn với Herodotos, chẳng hạn như về thắng lợi của ông vua này trong một cuộc chinh phạt người Saka, hoặc về cái chết của nhà vua. Sử cũ của Ctesias chỉ giống với Herodotos là cùng ghi nhận rằng, vua Cyrus Đại đế tử trận khi ông ta kéo quân qua biên giới phía Đông.

### Aristotle
Triết gia Aristotle (384 - 322 TCN) trong quyển Poétique gọi ông là "nhà viết truyện thần thoại".

### Cicero
Cicero, học giả và nhà chính trị của La Mã cổ đại (106 - 43 TCN), trong tác phẩm Bàn về pháp luật (On the Laws, I, 1), ra mắt vào năm 52 TCN, đã gọi ông là vị "Cha đẻ của môn Sử học". Có lẽ danh hiệu này bắt đầu từ đấy. Những thế hệ sau vẫn giữ vững cho ông danh hiệu này.

### Plutarch
Plutarch (46 - 125) tuy công nhận những cái hay của ông nhưng cũng phán đoán ông là không công bình, và đã viết cả một quyển sách là "Gian ý của Herodotos" (De la mauvaise foi d'Hérodote) (tiếng Cổ Hy Lạp: Περὶ τῆς Ἡροδότου Κακοηθείας / Peri tês Hêrodotou kakoêtheias), để chứng minh rằng ông bất công với người Hy Lạp. Plutarch cũng chỉ trích ông là "Ông tổ nói láo".

### Lucian xứ Samosata
Nhà văn châm biếm người Assyria là Lucian xứ Samosata (125 - 180), trong tác phẩm châm biếm "Chuyện thật" (True History), đặt cả Herodotos lẫn nhà sử học đã phê phán ông - Ctesias - vào hòn đảo nơi những kẻ tội phạm bị trừng phạt. Lucian viết:
| “                    | Những tên phải chịu đau khổ nhất là những kẻ nói điêu khi chúng còn sống và viết những cuốn sử cũ dối láo; trong số đó có Ctesias xứ Cnidus, Herodotos và nhiều tên khác. | ” |
| — Lucian xứ Samosata | |   |

### Juan Luis Vives
Vào thế kỷ XVI, một nhà nhân đạo chủ nghĩa người Tây Ban Nha là Juan Luis Vives có nhận định:
| “                                          | Khi gọi ông là "Ông tổ nói láo", bạn có thể đúng đắn hơn những người gọi ông là "Người cha của Sử học". | ” |
| — Tác phẩm Bàn về Kỷ luật, Quyển 12 (1531) | |   |

### Henri Estienne
Thời Phục Hưng, học giả người Pháp Henri Estienne (1528 - 1598) viết một quyển sách trả lời lại sách của Plutarch: Tán dương Herodotos (Apologie pour Hérodote). Từ đó Herodotos lại dần dần được thiện cảm của công chúng.

### Edward Gibbon

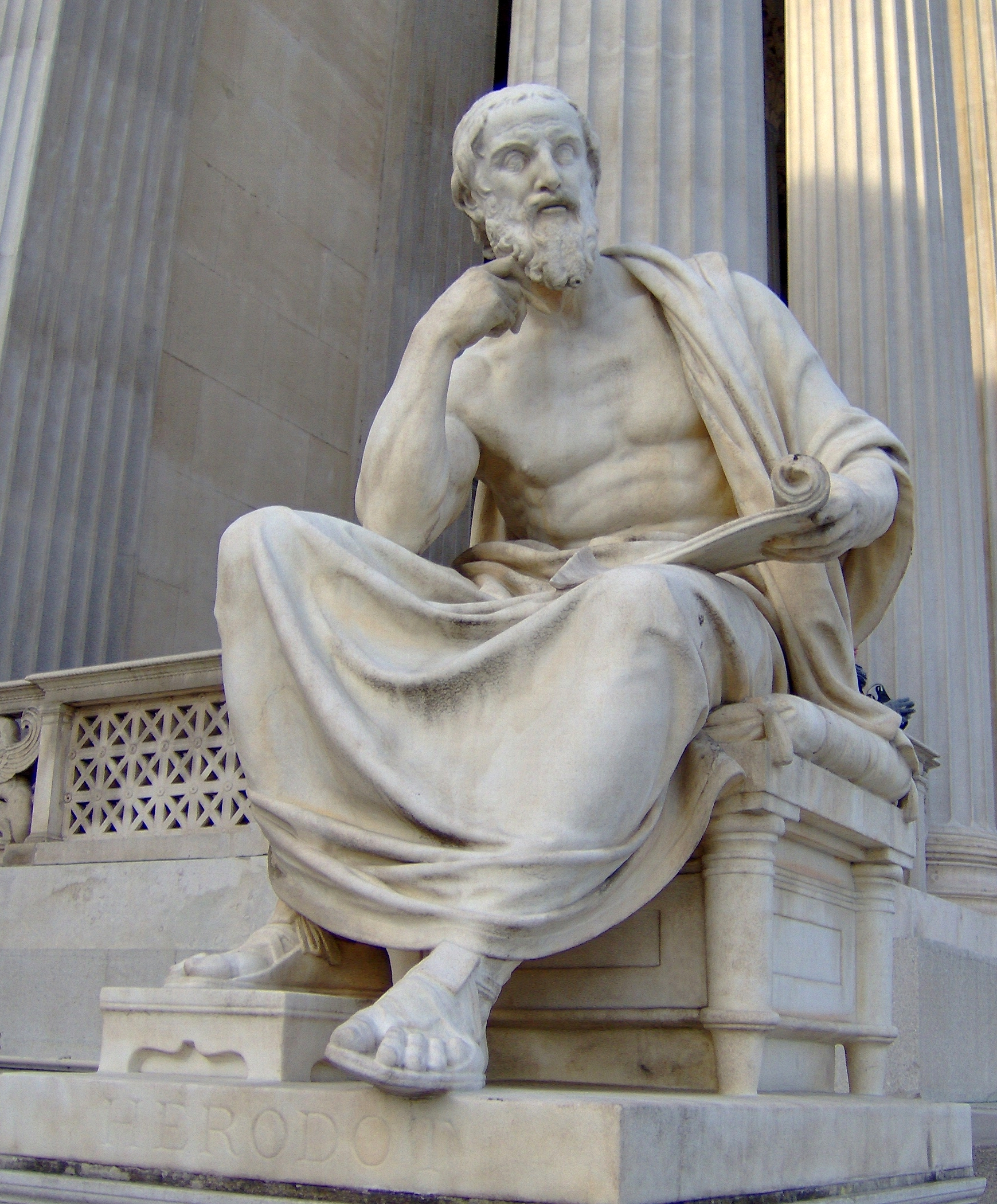
Tượng nhà sử học Herodotos tại thành Viên, nước Áo.

Nhà sử học người Anh là Edward Gibbon (1737 - 1794), trong bộ tác phẩm "Lịch sử suy tàn và sụp đổ của Đế quốc La Mã" (tên tiếng Anh: The History of the Decline and Fall of the Roman Empire, nhiều tập, phát hành trong các năm 1776 - 1789), có ghi nhận:
| “               | Herodotus, là người lúc thì viết truyện cho trẻ em, lúc thì viết sách cho nhà triết học. | ” |
| — Edward Gibbon |                                                                                          |   |

### Jean-Jacques Barthélemy
Vào năm 1788, tu viện trưởng Jean-Jacques Barthélemy cho ra mắt quyển Chàng thiếu niên Anarchasis du lịch Hy Lạp (Voyage du jeune Anarchasis en Grèce), được công chúng thời đó hoan nghênh nhiệt liệt, biên rằng ông "đã mở vào mắt người Hy Lạp những quyển sử của vũ trụ mà con người biết được" ("ouvrit aux yeux des Grecs les annales de l'univers connu").

### Thành phố Heracleion
Ngay từ năm 1584, bộ lịch sử của ông đã được dịch sang Anh ngữ, nhưng mãi cho đến thế kỷ thứ 19, những khám phá khảo cổ ngày càng làm tăng uy tín của ông. Như thành phố Cổ Ai Cập Heracleion, mà ông đã viết rằng được xây dựng vào thời Tân Vương Quốc, và từ xưa bị coi là lời nói không có bằng cớ. Vào năm 1992 nhà khảo cổ người Pháp là Frank Goddio tìm thấy thành phố này, bị chìm dưới nước, gần Alexandria.

### Các danh hiệu khác
Với những phát triển gần đây trên nhiều lãnh vực, người ta càng thấy chất lượng và độ chính xác cao nơi công trình của ông, nên người ta cũng đặt cho ông là người cha của nhiều bộ môn khác: 
- Nhân chủng chí (ethnography)[45]
- Nhân chủng học (anthropology).
- Phóng sự.
- Thám hiểm.

Không những thế, ông cũng là nhà văn đầu tiên viết văn xuôi và được xem là cha đẻ của văn xuôi châu Âu. Người ta cũng ca ngợi ông là một nhà địa lý học, nhà nghiên cứu truyền thống dân gian vĩ đại.

### Quan điểm ngày nay
Ngày nay vẫn có rất nhiều người công kích ông là người bịa truyện, hoặc là "Ông tổ nói láo" ("Father of Lies"). Ngược lại cũng có những người hâm mộ ông, chẳng hạn như câu lạc bộ "Những người bạn của Herodotos", quy tụ để học hỏi và san sẻ nhau về kiến thức lịch sử.
Danh tiếng của Herodotos trở nên rất lớn. Bộ sử của ông trở thành một kiệt tác văn học và là một trong những công trình vĩ đại nhất đã được làm nên trong thế giới phương Tây. Gần đây, người ta trở nên ngưỡng mộ ông, đến mức dùng phân tích văn chương để cho thấy những giai thoại và những đoạn viết lạc đề của Herodotos gắn liền chặt chẽ với những mục đích lớn lao của ông. Nhưng, có ghi nhận của ông cũng bị nhà sử học người Nga là Muhammad A. Dandamaev, trong tác phẩm "A political history of the Achaemenid empire" (BRILL, 1989) coi là mang tính chất tiểu thuyết. Giáo sư Josef Wiesehöfer người Đức, trong tác phẩm "Ancient Persia from 550 B.C. to 650 A.D.", đã tích cực tham khảo các nguồn tư liệu của người Ba Tư khi viết về ba vị Hoàng đế Cyrus Đại đế, Darius I và Xerxes I. Wiesehöfer ngờ vực về mức độ tin cậy của Herodotos cũng như những nhà sử học đồng hương với ông.

## Ngoại hiệu "Cha đẻ của môn Sử học"
Herodotos không phải là nhà sử học đầu tiên. Ngay tại Hy Lạp, cũng đã có các nhà sử học trước ông. Nhà thơ Homer vào thế kỷ thứ VIII trước Công nguyên có thể được xem là nhà sử học đầu tiên, viết về quá khứ của dân tộc Hy Lạp. Không những thế, một trong những nhà sử học Hy Lạp xưa nhất được biết đến là Hecataeus thành Miletus (khoảng 550 - 476 TCN). Chính Herodotos cũng nhắc đến Hecataeus trong quyển 2 nói về Ai Cập.
Ngoài ra, trước ông, Xanthus đã viết lịch sử xứ Lydia, Hellanicus của Lesbos và Charon của Lampsacus đã viết lịch sử nước Ba Tư. Dù sao đi nữa thì Herodotos cũng là nhà văn đầu tiên của một hình thức văn học mới. Những biên niên sử và thiên sử thi trước thời ông, chẳng hạn như "Iliad" của Homer, giúp cho người ta biết được một số sự kiện xảy ra trong quá khứ. Tuy nhiên, Herodotos là nhà văn đầu tiên không những ghi chép về quá khứ, mà ông còn xem việc ghi chép quá khứ là một công trình khảo cứu của những sự thật sẽ giúp người ta hiểu về quá trình phát triển của nhân loại.
Theo "Sử ký Tư Mã Thiên", tại Trung Quốc, chức sử quan đã được đặt ra từ đời nhà Chu (1122 - 249 TCN) để chép lại những việc quan trọng. Không những triều đình nhà Chu có sử quan, mà ngay đến triều đình các nước chư hầu cũng thế. Vào năm 548 TCN, vua nước Tề là Trang công bị Thôi Trữ chủ mưu giết chết. Mấy anh em sử quan nước Tề cứ viết vào sử là Thôi Trữ giết vua và lần lượt bị Thôi Trữ ra lệnh xử tử, nhưng họ vẫn thà chết chứ không viết sai lịch sử.
Công việc của sử quan (historiographer) và nhà sử học (historian) có chỗ khác nhau. Sử quan ghi lại những lời nghị luận quan trọng trong triều, chép lại ngày tháng nhật thực nguyệt thực, hạn hán, lụt lội, chiến tranh, v.v... và chỉ lo ghi lại những việc vừa mới xảy ra. Nhà sử học thì đi tìm tòi, tra cứu, quan sát, đối chiếu những dữ kiện, và sắp đặt lại theo một trình tự hợp lý trong những trường hợp cần thiết.
Theo Giản Chi và Nguyễn Hiến Lê, nhà sử học đầu tiên của Trung Quốc là Khổng Tử (551 - 478 TCN), soạn giả của Kinh Thư và Kinh Xuân Thu. Khổng Tử sinh trước Herodotos khoảng 70 năm. Nhưng dù gì đây nữa thì Herodotos cũng mở đầu lối làm sử mà các nhà sử học đời sau thường dùng: thu thập tư liệu, xem xét độ tin cậy của bằng chứng, chọn một tư liệu trong số đó và viết nên một tác phẩm văn xuôi.

## Các bản dịch

### Tiếng Anh - tại các hiệu sách
- - C.E. Godley, dịch năm 1920; tu bổ 1926. Tái bản 1931, 1946, 1960, 1966, 1975, 1981, 1990, 1996, 1999, 2004. Tìm thấy tại Loeb Classical Library, Harvard University Press. ISBN 0-674-99130-3 In song ngữ, tiếng Hy Lạp bên trái, tiếng Anh bên phải.
  - Aubrey de Sélincourt, nguyên thủy năm 1954; được tu bổ do John Marincola năm 1972. Tìm thấy tại Penguin Books.
  - David Grene, Chicago: University of Chicago Press, 1985.
  - George Rawlinson, dịch hồi 1858–1860. Không còn bảo vệ tác quyền, nhưng vẫn được in bán bởi nhiều nhà xuất bản, như Everyman Library và Wordsworth Classics.
  - Robin Waterfield, với phần giới thiệu và chú thích do Carolyn Dewald, Oxford World Classics, 1998.
  - Strassler, Robert B., (ed.), and Purvis, Andrea L. (trans.), The Landmark Herodotus, Pantheon, 2007. ISBN 978-0-375-42109-9.

### Tiếng Anh - trên mạng
- Herodotus Inquiries—new translation with extensive photographic essays of the places and artifacts mentioned by Herodotus hyper-linked to the text
- Các tác phẩm của Herodotus tại Dự án Gutenberg
- The History of Herodotus, vol. 1 tại Dự án Gutenberg (translation by George Campbell Macaulay, 1852–1915)
- The History of Herodotus, vol. 2 tại Dự án Gutenberg
- The History of Herodotus at The Internet Classics Archive (translation by George Rawlinson)
- Parallel Greek and English text of the History of Herodotus at the Internet Sacred Text Archive
- Excerpts of Sélincourt's translation Lưu trữ ngày 4 tháng 5 năm 2015 tại Wayback Machine
- Herodotus Histories on Perseus
- Histories of Herodotus - A history source of Persian Empire of Achaemenian era

### Tiếng Pháp - tại các hiệu sách
- Hérodote, L'Enquête, trad. en français par A. Barguet, Paris, 1985 et 1990, 2 vol. (Folio Gallimard).
- Hérodote, Histoires, éd. bilingue par P. E. Legrand, Paris, 1932-1954 (Collection des universités de France); nombr. rééd.

### Tiếng Anh
- Vivienne J. Gray, Xenophon, Oxford University Press, 2010. ISBN 0-19-921618-5.
- James Ussher, The Annals of the World, New Leaf Publishing Group, 2007. ISBN 0-89051-510-7.
- M. A. Dandamaev, A political history of the Achaemenid empire, BRILL, 1989. ISBN 90-04-09172-6.
- Detroit medical journal, Tập 13, The Detroit Medical Journal Company., 1913.
- Bakker, Egbert e.a. (eds.), Brill's Companion to Herodotus. Leiden: Brill, 2002
- Dewald, Carolyn, and John Marincola, eds. The Cambridge Companion to Herodotus. Cambridge: Cambridge University Press 2006.
- Evans, J. A. S., Herodotus. Boston: G. K. Hall, 1982.
- —. Herodotus, Explorer of the Past: Three Essays. Princeton, NJ: Princeton University Press, 1991.
- Flory, Stewart, The Archaic Smile of Herodotus. Detroit: Wayne State University Press, 1987.
- Fornara, Charles W. Herodotus: An Interpretative Essay. Oxford: Clarendon Press, 1971.
- Harrington, John W., To See a World. C. V. Mosby Company, 1973.
- Hartog, F., "The Invention of History: From Homer to Herodotus". Wesleyan University, 2000. In History and Theory 39, 2000.
- Hartog, F., The Mirror of Herodotus. Berkeley, CA: University of California Press, 1988.
- Immerwahr, H., Form and Thought in Herodotus. Cleveland: Case Western Reserve University Press, 1966.
- Kapuscinski, Ryszard, "Travels with Herodotus". New York, NY: Alfred A Knopf, 2007.
- Lateiner, D., The Historical Method of Herodotus. Toronto: University of Toronto Press, 1989.
- Momigliano, A., The Classical Foundations of Modern Historiography. University of California Press, 1992.
- Pritchett, W. K., The Liar School of Herodotos. Amsterdam: Gieben, 1991.
  - Kwintner, Michelle. The Liar School of Herodotus (Review). Bryn Mawr Classical Review, 1994.
- Romm, James S. Herodotus. New Haven, CT; London: Yale University Press, 1998 (hardcover, ISBN 0-300-07229-5; paperback, ISBN 0-300-07230-9).
- Thomas, R., Herodotus in Context; ethnography, science and the art of persuasion. Oxford University Press 2000.
- Selden, Daniel. "Cambyses' Madness, or the Reason of History," Materiali e discussioni per l'analisi dei testi classici 42 (1999), 33-63.
- Simons, Marlise. Himalayas Offer Clue to Legend of Gold-Digging 'Ants'. New York Times: 25 tháng 11 năm 1996.
- Herodotus, Donald Lateiner, G. C. Macaulay, The histories, Spark Educational Publishing, 2005. ISBN 1-59308-102-2.
- Samuel Willard Crompton, Cyrus the Great, Infobase Publishing, 2008. ISBN 0-7910-9636-X.
- Peissel, Michel. "The Ants' Gold: The Discovery of the Greek El Dorado in the Himalayas". Collins, 1984. ISBN 978-0002725149.
- J. Poolos, Darius the Great, Infobase Publishing, 2008. ISBN 0-7910-9633-5.
- Dennis Abrams, Xerxes, Infobase Publishing, 2008. ISBN 0-7910-9602-5.
- Barbara A. West, Encyclopedia of the Peoples of Asia and Oceania, Tập 1, Infobase Publishing, 2008. ISBN 0-8160-7109-8.
- Frank Northen Magill, Christina J. Moose, Alison Aves, Dictionary of World Biography: The ancient world, Taylor & Francis, 1998. ISBN 0-89356-313-7.
- N. Suman Bhat, 100 Mini Sketches of the Great, Sura Books, 2005. ISBN 81-7478-631-7.

### Tiếng Pháp
- Ryszard Kapuściński, Mes voyages avec Hérodote, Paris, 2004 (Feux croisés).
- Guy Lachenaud, L'Arc-en-ciel et l'Archer: récits et philosophie de l'histoire chez Hérodote, Limoges, 2003.
- Jacqueline de Romilly, Hérodote, dans Encyclopædia Universalis, Paris, av. 2003.
- François Hartog, Le Miroir d'Hérodote, Paris, 2001 (Folio Gallimard).
- Pascal Payen, Les Îles nomades. Conquérir et résister dans l'Enquête d'Hérodote, Paris, 1997.
- Catherine Darbo-Pechanski, Le Discours du particulier. Essai sur l'enquête hérodotéenne, Paris, 1987 (Des travaux).
- Jacques Lacarrière, En cheminant avec Hérodote, Paris, 1982 [1re éd. 1981] (Pluriel) ISBN|2-01008-771-2.
- http://www.mediterranees.net/geographie/herodote/vie.html

### Tiếng Việt
- Sử ký của Tư Mã Thiên, Giản Chi và Nguyễn Hiến Lê trích dịch, nxb Lá Bối, Sài Gòn 1972.